# Айбалаев, Мамат Марипович
 Мамат Марипович Айбалаев — советский хозяйственный, государственный и политический деятель.

## Биография
Родился в 1939 году в селе Говсувар, Баткенского района, Ошской области, Киргизской ССР. Член КПСС.
Образование высшее (окончил Фрунзенский политехнический институт, в 1984 году — Академию народного хозяйства при Совмине СССР)
С 1961 года — на хозяйственной, общественной и политической работе.
До 1967 гг. — горный мастер, заместитель начальника участка шахты «Капитальная» Свердловской области РСФСР.
- В 1967—1972 гг. — начальник участка, главный инженер Хайдарканского ртутного комбината.[1]
- В 1972—1987 гг. — директор Хайдарканского ртутного комбината.[1]
- В 1987—1991 гг. — первый Заместитель председателя Госплана Киргизской ССР.[1]
- В 1991—1996 гг. — директор Кадамжайского сурьмяного комбината.[1]
- В 1999 гг. — гендиректор АО «Кадамжайский сурьмяной комбинат».[1]
- В 1999—2003 гг. —  глава государственной администрации - Губернатор Баткенской области КР.[1]

С 2003 гг. — общественный деятель.
Избирался депутатом Верховного Совета Киргизской ССР двух созывов с 1980 года, депутатом Жогорку Кенеша КР двух созывов (1990—1999).
Награжден орденами: «Знак Почета», «Дружбы народов», «Трудового Красного Знамени». Лауреат Госпремии Киргизской ССР в области науки и техники.
Академик Инженерной Академии КР, Член-корреспондент Международной Инженерной Академии.